# Kappelberg (Fellbach)
Der Kappelberg ist ein 469 m ü. NN hoher Bergausläufer des Schurwalds südlich von Fellbach (Rems-Murr-Kreis, Baden-Württemberg, Deutschland).

## Geographie und Verkehr

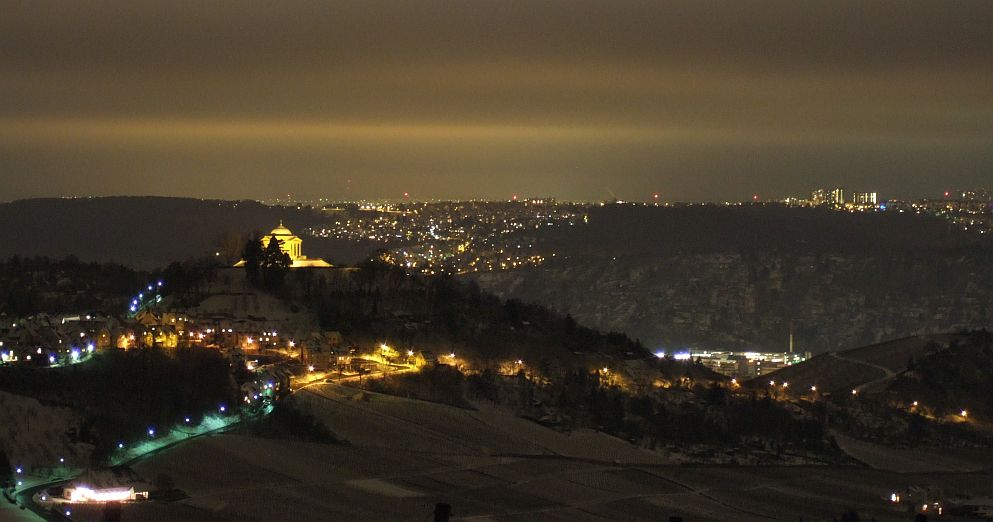
Blick vom Kappelberg nach Stuttgart-Rotenberg mit dem Württemberg

Der Kappelberg ist der nordwestlichste Ausläufer des Schurwalds, ein östlich Stuttgarts gelegener, sich nach Südosten erstreckender, überwiegend stark bewaldeter Höhenzug. Nördlich des Bergs liegt Fellbach, ostnordöstlich Kernen im Remstal, südöstlich befindet sich der Kernen, südwestlich Stuttgart-Rotenberg mit dem Württemberg und westlich Stuttgart-Luginsland.
In der Nordflanke des Kappelbergs ist die B 14 durch den Kappelbergtunnel geführt und vorbei an dieser Bergflanke auch ein Abschnitt der Landesstraße „L 1198“, die jeweils Fellbach mit Stuttgart verbinden. Der Berg kann nur zu Fuß von den umliegenden Orten und Bergen erreicht werden.

## Landschaft und Geschichte

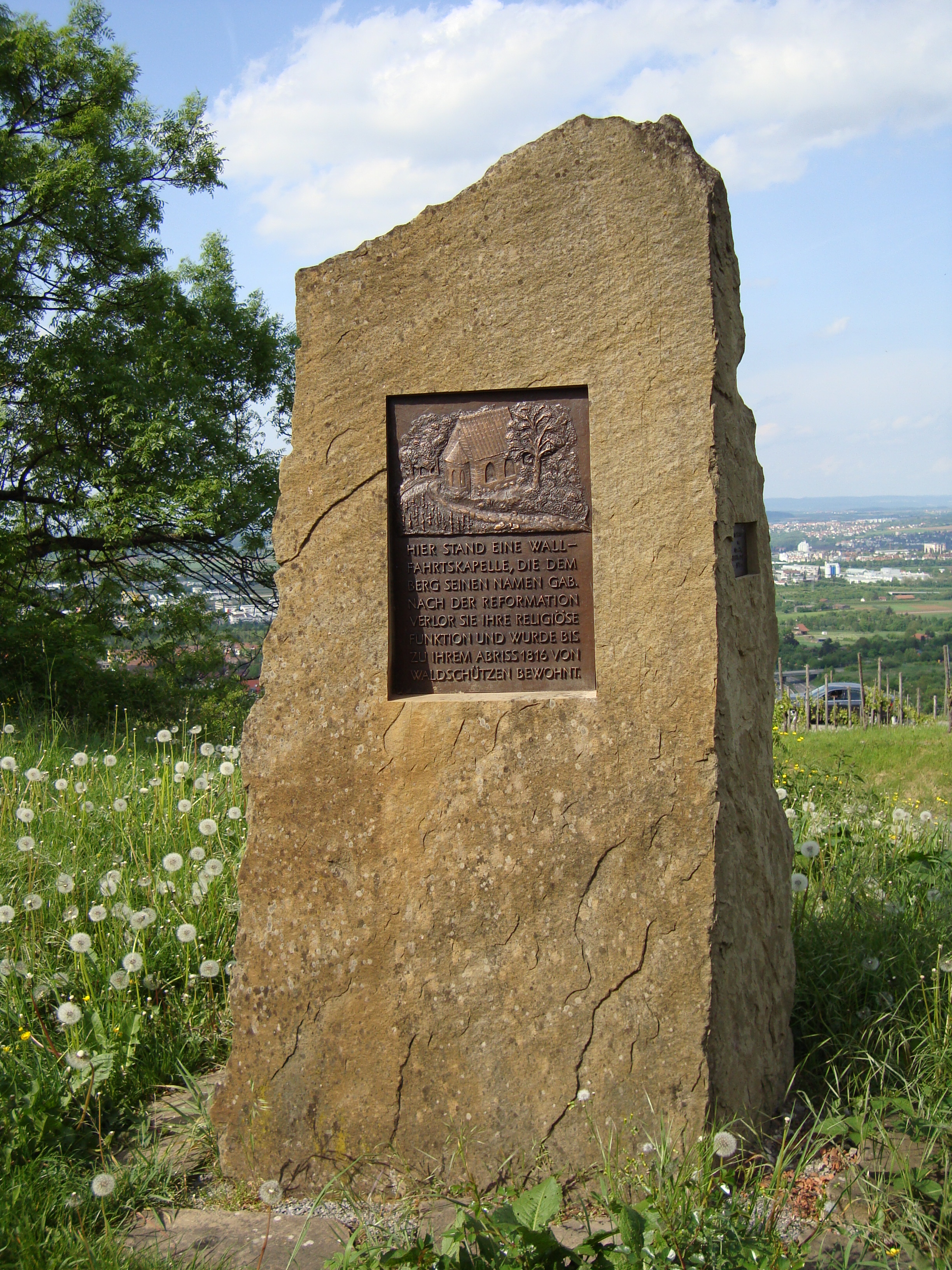
Denkmal für die abgegangene Kapelle auf dem Kappelberg

Der Name Kappelberg rührt von einer Wallfahrtskapelle her, die im Jahr 1819 abgerissen wurde. Während die höchsten Lagen des Bergs bewaldet sind, befinden sich an seinen Berghängen Weinanbauflächen. Die Weinbauflächen werden hauptsächlich durch die Mitglieder der Winzergenossenschaft Fellbacher Weingärtner bewirtschaftet. Auf dem Kappelberg sind Reste einer durch Wälle und Gräben gesicherten Fliehburg aus vorgeschichtlicher Zeit vorhanden.

## Schutzgebiete
Am Südhang unterhalb des Bergkamms liegt das Naturschutzgebiet Kappelberg, das sich als markantes Heideband in einem Streifen zwischen Wald und Weinbergen erstreckt. Das NSG mit der Schutzgebietsnummer 1.064 wurde durch Verordnung des Regierungspräsidiums Stuttgart vom 22. Juni 1978 mit einer Größe von 2,0 Hektar gebildet. Wesentlicher Schutzzweck ist die Erhaltung des in seinem floristischen und faunistischen Artenreichtum für den Stuttgarter Raum einzigartigen Steppenheidenhanges.